# Associação Portuguesa de Desportos
Die Associação Portuguesa de Desportos, national auch nur Portuguesa de Desportos, örtlich oft nur Lusa (von Lusitanien für „Portugal“) genannt, ist ein vornehmlich durch seine Fußballabteilung bekannt gewordener Sportverein aus der brasilianischen Metropole São Paulo. Der Verein zählt zu den traditionsreichsten Clubs des Landes.

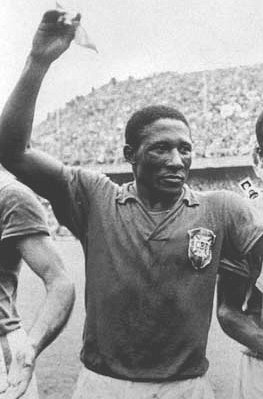
Djalma Santos, Weltmeister 1958

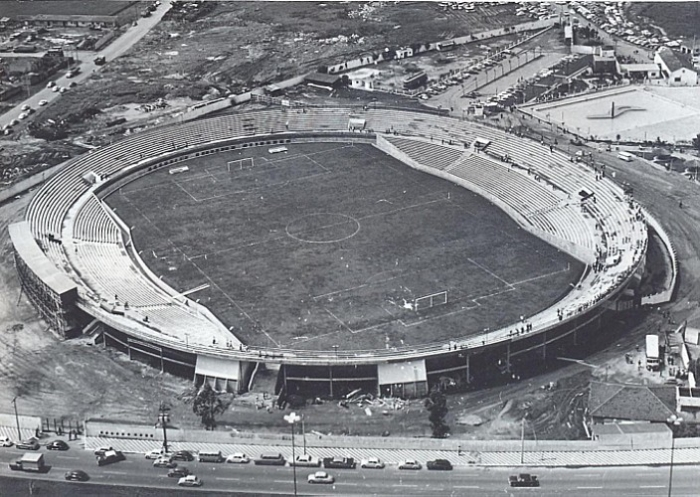
Das Estádio do Canindé im Bau

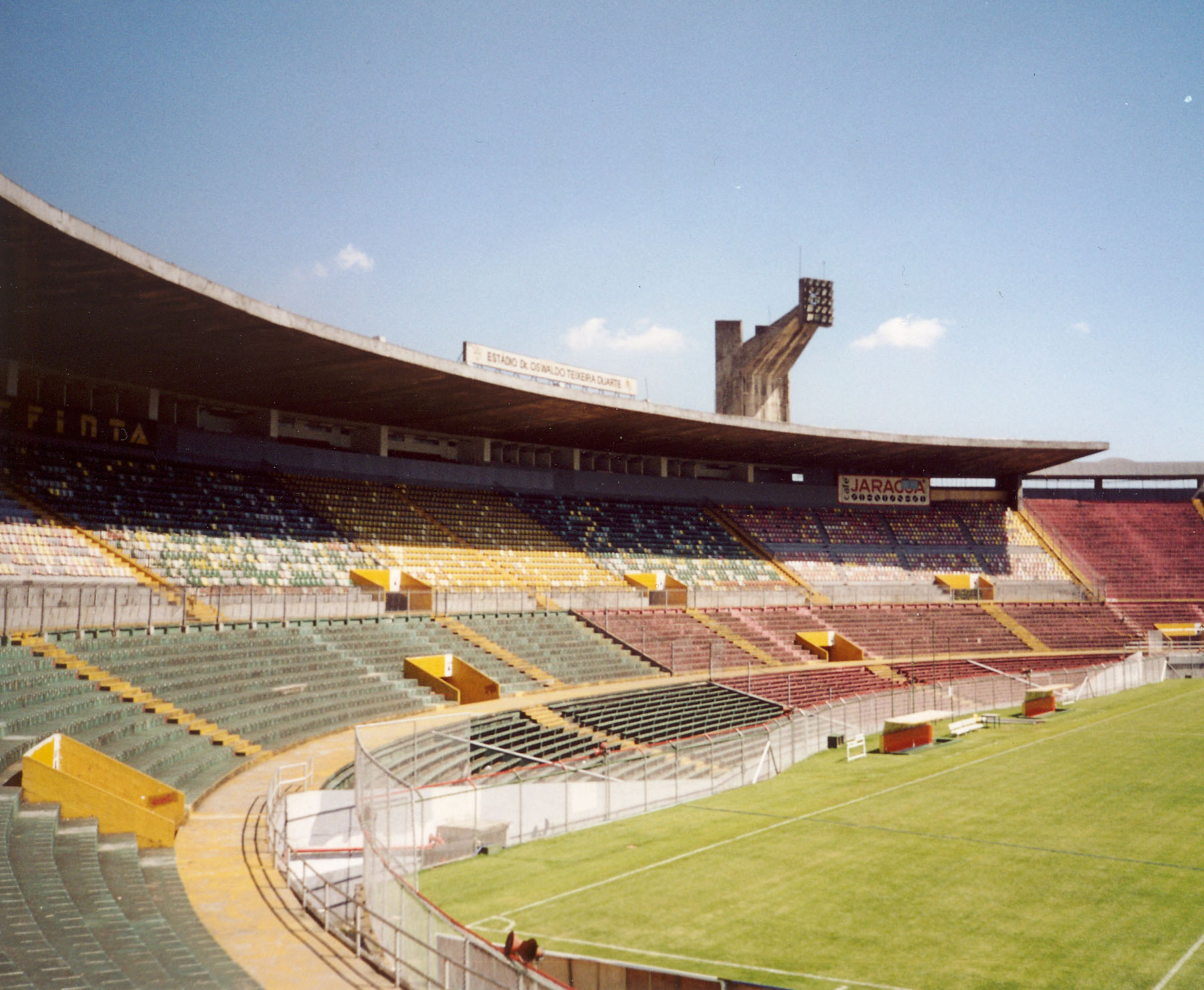
Das Estádio do Canindé (2007)

Die Portuguesa gewann dreimal die Staatsmeisterschaft von São Paulo und in den 1950er Jahren zweimal das traditionsreiche Rio-São Paulo Turnier. 1996 wurde der Verein Vizemeister von Brasilien. Seit dem Abstieg aus der Série A 2013 befindet sich die Portuguesa in einem nachhaltigen Siechtum und ist hochverschuldet.
Star der Vereinsgeschichte ist der zweifache Weltmeister von 1958 und 1962 Djalma Santos. Julinho einer der weltbesten Rechtsaußen der 1950er, der 18-fache Nationalspieler Brandãozinho, Teilnehmer bei der Weltmeisterschaft von 1954, und Zé Roberto, der mit dem FC Bayern München viermal deutscher Meister wurde, kommen ebenso aus den Reihen des Vereins.

## Vereinsgeschichte
Die Portuguesa wurde am Jahrestag der Schlacht von Aljubarrota von 1385, die Portugal die Unabhängigkeit von Spanien brachte, dem 14. August 1920, durch die Vereinigung der der portugiesischstämmigen Bevölkerung nahestehenden Clubs Lusíadas Futebol Club, Portugal Marinhense, Associação Cinco de Outubro, Associação Atlética Marquês de Pombal und Esporte Club Lusitano im Festsaal der Portugiesischen Handelskammer in São Paulo als Associação Portuguesa de Esportes gegründet. Als Farben wurden die Farben der Flagge Portugals, Rot und Grün, auserkoren. Seinen heutigen Namen erhielt der Verein 1940.
1920 bildete die Portuguesa eine Spielgemeinschaft mit der AA Mackenzie, die vor allem dazu diente der Portuguese Zugang zur Liga zu ermöglichen, da diese den Anmeldeschluss verpasste. Die Kombination hatte als Mackenzie-Portuguesa, oft kurz als „Mack-Port“ Bezug genommen, bis 1922 bestand. Danach zog sich Mackenzie vom großen Fußball zurück und die Portuguesa musste sich fortan alleine behaupten.
Bereits 1934 wurde ein Spieler der aus dem Verein hervorging Weltmeister. Anfilogino „Filo“ Guarisi, dessen Vater zweiter Vereinspräsident der Geschichte war, spielte von 1922 bis 1924 für die Rot-Grünen und gewann die Weltmeisterschaft 1934 mit Italien.
1935 und 1936 gewann die Portuguesa zweimal die Staatsmeisterschaft von São Paulo. Allerdings, nach der Abspaltung der Professionals im von der vom Amateurverband APEA abgehaltenen Wettbewerb, in dem neben dem CA Ypiranga nur Vereine teilnahmen die die Zeit nicht überdauerten. Dennoch werden diese Meisterschaften heute formal als gleichwertig mit denen der Professionals geführt.
Die Glanzzeit des Vereins war in den 1950er Jahren, der Ära des legendären Djalma Santos, der von 1948 bis 1959 beim Verein war und 1958 und 1962, wo er aber bei SE Palmeiras spielte, Weltmeister wurde. In dieser Epoche gewann der Verein zweimal, 1952 und 1955, den damals wichtigsten nationalen Wettbewerb, das Torneio Rio-São Paulo. 1951, 1953 und 1954 wurde der Portuguesa auch das Fita Azull, das „Blaue Band“ verliehen, das Vereine bekamen die längere Auslandsreisen ohne Niederlagen bestritten. Bei der Fußball-Weltmeisterschaft 1954 waren neben Santos auch Brandãozinho und Julinho, einer der besten Flügelstürmer seiner Zeit, der ab 1955 beim AC Florenz für Furore sorgte, Stammspieler der Mannschaft, die im Viertelfinale in der berüchtigten Schlacht von Bern der Goldenen Generation Ungarns mit 2:4 unterlag.
1953 übernahm die Portuguesa von São Paulo FC dessen heruntergekommenes Trainingsgelände in Canindé wo über die nächsten Jahre hinweg der Stolz des Vereins, das Estádio do Canindé aufgebaut werden sollte.
Jair da Costa 1962 und der 48-malige Nationalspieler Zé Maria, wenngleich 1970 nur als Reservist im Schatten von Carlos Alberto, waren weitere Weltmeister des Vereins. Félix, der in den 1950er und 1960er Jahren fast zehn Jahre lang bei der Portuguesa spielte, stand bei der Weltmeistermannschaft von 1970 im Tor, spielte aber damals für den Fluminense FC in Rio.
1973 gewann die Portuguesa eine dritte Staatsmeisterschaft. Hier leistete allerdings der während seiner Karriere nahtlos zwischen Welt- und Kreisklasse lavierende Schiedsrichter Armando Marques (er leitete unter anderem auch Bundesrepublik Deutschland gegen DDR bei der Weltmeisterschaft 1974) kräftige Mithilfe. Das Entscheidungsspiel vor 116.000 Zusehern im Estádio do Morumbi gegen Santos FC mit den Weltmeistern Pelé und Carlos Alberto ging ins Elfmeterschießen. Nach jeweils zwei Elfmetern schoss Santos seinen dritten zum 2:0 ein und Wilsinho vergab den dritten der Portuguesa. Marques pfiff daraufhin ab, in dem Irrglauben, es sei alles entschieden. Portuguesas Trainer Otto Glória wusste es besser und trieb seine Mannschaft umgehend in den Bus zur sofortigen Abreise. Als dann Marques nach Einreden der Portuguesa-Führung seinen Fehler bemerkte, waren keine Portuguesa-Spieler mehr da, um die restlichen beiden Elfmeter auszuführen. Nachdem im Terminkalender kein Zeitpunkt für eine Neuansetzung des Spieles zu finden war, wurden beide Vereine zum Meister erklärt. Enéas, der es auf drei Spiele in der Nationalmannschaft brachte, ist wohl neben dem Trainer die einzige Gestalt aus dieser Mannschaft, wo der Name die Schwelle von Ephemera überschritt.
Zé Roberto, welcher in Deutschland mit dem FC Bayern München über lange Jahre hinweg große Erfolge feierte, begann seine Profilaufbahn zwischen 1994 und 1997 bei der Portuguesa und zählt zur Mannschaft die 1996 Vizemeister von Brasilien wurde. Dabei gewann die Portuguesa das Final-Hinspiel gegen Grêmio FBPA mit 2:0, verlor aber das Rückspiel mit dem gleichen Resultat. Damit war Grêmio Meister, denn nach der Regel war bei gleichen Ergebnissen der Verein Meister, der nach der ersten Phase des Wettbewerbs besser lag – und dort war die Mannschaft aus dem Süden Sechster geworden, und die Portuguesa nur Achter. Zu den weiteren Spielern der Mannschaft gehörten Alex Alves, späterer „Problemjunge“ bei Hertha BSC, Rodrigo Fabri und Wolnei Caio.
2013 stieg die Portuguesa nach einer umstrittenen Entscheidung bezüglich der Spielberechtigung eines Spielers aus der ersten Liga ab. Das führte seinerzeit dazu, dass Fluminense, der Meister von 2012, dem Abstieg entronn. Seitdem setzte ein schier unaufhaltsames Siechtum beim Verein ein, der seither nicht nur national bedeutungslos wurde, sondern auch auf Staatsebene sich nurmehr knapp in der Zweitklassigkeit halten kann. Die Schulden des Vereins stiegen seit dem Abstieg von 2013 von knapp 180 Millionen Real bis 2018 auf etwa 350 Millionen an, was etwa 80 Millionen Euro entspricht. Dem steht der Wert des Stadiongeländes gegenüber, der auf etwa 160 Millionen Real, knapp 40 Millionen Euro, eingeschätzt wird.

## Stadion
Der Verein trägt seine Heimspiele im vereinseigenen Estádio do Canindé im gleichnamigen Stadtteil aus. Offiziell ist das Stadion seit 1984 nach Oswaldo Teixeira Duarte benannt, dem Vereinspräsidenten zur Zeit der Erbauung.
Das 1956 erbaute Stadion fasst 25.000 Zuschauer, was auch der offizielle Rekord aus einer Begegnung mit Cruzeiro Belo Horizonte im Jahr 1998 ist. Portuguesa gewann das Spiel mit 1:0.
Das Stadion wie auch die weiteren Anlagen des einst stolzen Portuguesa sind 2020, dem Niedergang des Vereins entsprechend, weitgehend dem Verfall anheimgefallen.

## Erfolge
- Torneio Rio-São Paulo: 1952, 1955
- Staatsmeisterschaft von São Paulo: 1935 (APEA), 1936 (APEA), 1973
- Brasilianische Vizemeisterschaft: 1996
- Série B: 2011
- Staatspokal von São Paulo: 2020

## Spieler
| - Anfilogino Guarisi - Alex Alves - Brandãozinho - Djalma Santos - Félix Miéli Venerando - Julinho - Jair da Costa - Evair - Pinga | - Pietro Sernagiotto - Roberto Dinamite - Ricardo Oliveira - Zé Roberto - Mancini - Guilherme Raymundo do Prado - Jorvan Vieira - Blerim Rrustemi - Wilson - Rogério |

## Trainer
- Conrado Ross (1940–1945)
- Aymoré Moreira (1953)
- Otto Glória (1973–1975)
- René Simões (1986–1987)
- Geninho (1991–1992)
- Valdir Espinosa (1996, 2008)
- Candinho (1997–1999)
- Mário Zagallo (1999)
- Vágner Benazzi (2006–2008, 2009–2010)
- Estevam Soares (2008)
- Mário Sérgio (2009)
- Paulo Bonamigo (2009)
- Flávio Trevisan (2009)
- René Simões (2009)
- Vadão (2010)
- Jorginho (2011–2012)
- Geninho (2012)
- Argel Fuchs (2014)
- Marcelo Veiga (2014)
- Silas (2014)
- José Antonio Nogueira (2014)

## Frauenfußball
Die Frauenfußballabteilung von Portuguesa besteht seit 1997 und spielt ab der Saison 2018 erstklassig.

## Weitere Sportarten
- Karate
- Judo
- Eiskunstlauf
- Inlinehockey
- Hallenhockey
- Tennis
- Tanzsport